# Balthasar Elischer
Balthasar Elischer (* 23. März 1818 in Prešov, Komitat Sáros; † 25. März 1895 in Budapest) war ein Sammler in Budapest. 
Er gehörte jener breiten deutschungarischen bürgerlichen Schicht an, die Goethe und seine Zeit besonders verehrte. Er begann in den 1850er-Jahren Goethe-Reliquien zu sammeln und war der Begründer der Sammlung Elischer, einer der weltweit bekanntesten Sammlungen über Goethe.